# V808 Возничего
V808 Возничего (лат. V808 Aurigae) — поляр, двойная катаклизмическая переменная звезда типа AM Геркулеса (AM) и затменная переменная звезда типа Алголя (EA) в созвездии Возничего на расстоянии приблизительно 706 световых лет (около 216 парсеков) от Солнца. Видимая звёздная величина звезды — от +21,4m до +14,8m. Орбитальный период — около 0,08138 суток (1,953 часа).

## Характеристики
Первый компонент — аккрецирующий белый карлик спектрального класса wd. Масса — около 0,86 солнечной. Эффективная температура — не более 15000 K.
Второй компонент — красный карлик спектрального класса dM. Масса — около 0,18 солнечной.

## Планетарная система
В 2024 году Лейхти и др. обнаружили планету, вращающуюся вокруг звёздной системы. Они проанализировали время затмений V808 Aurigae за 15 лет и обнаружили, что в период с 2015 по 2018 год время затмений отклонялось от линейных эфемерид более чем на 30 секунд. Это указывает на то, что на орбите этой системы существует планета. Эта планета будет иметь минимальную массу 6,8 ± 0,7 массы Юпитера и будет находиться на эксцентричной орбите (эксцентриситет = 0,805), совершая один оборот каждые 11 лет.
| Планета | Масса (MJ) | Радиус (RJ) | Орбитальный период (Анос) | Большая полуось (а.е.) | Эксцентриситет (уровень) | Наклонная орбита |
| ------- | ---------- | ----------- | ------------------------- | ---------------------- | ------------------------ | ---------------- |
| b       | 6,8 ± 0,7  | –           | 11,1                      | –                      | 0,805 ± 0,02             | –                |